# Mystikens rosengård
Mystikens rosengård (persiska: گلشن راز, golshan-e râz) är ett diktverk av den sufiske poeten Mahmud Shabestari. Diktmåttet är masnavi, alltså parvis rimmade rader av varierande längd. Verket skrevs 1317 som svar på en rad frågor ställda av Amir Ḥosayn Ḥosayni till de sufiska poeterna i Tabriz. Shabestari återger frågorna och fogar till dessa sina svar, och i vissa fall klargörande liknelser och regler. Mystikens rosengård översattes till svenska av Eric Hermelin.
Radparen 145 och 146 lyder i Hermelins översättning:
Vet, att världen, från början till slut, är en spegel;

I vart enda stoftgrand äro hundra solar förborgade.

Om du klyver en vattendroppes hjärta,

Utströmma därur hundra rena hav.